# NGC 2087
NGC 2087 في الفهرس العام الجديد، هي مجرة حلزونية ضلعية، تقع في كوكبة آلة الرسام. اكتشفت في 6 ديسمبر 1834 بواسطة جون هيرشل.

## روابط خارجية
- NGC 2087 على موقع ويكي سكاي: DSS2, SDSS, GALEX, IRAS, Hydrogen α, X-Ray, Astrophoto, Sky Map, Articles and images